# آندریا سونسین
آندریا سونسین (انگلیسی: Andrea Soncin؛ زادهٔ ۵ سپتامبر ۱۹۷۸) بازیکن فوتبال اهل ایتالیا است.
از باشگاه‌هایی که در آن بازی کرده‌است می‌توان به باشگاه فوتبال پروجا، باشگاه فوتبال فیورنتینا، باشگاه فوتبال آسکولی، باشگاه فوتبال تورینو، باشگاه فوتبال ویرتوس لانچانو، باشگاه فوتبال ونتزیا، باشگاه فوتبال پیستویزه، باشگاه فوتبال پادوا، باشگاه فوتبال آتالانتا، و باشگاه فوتبال آولینو اشاره کرد.